# Пуркерсдорф
Пуркерсдорф (нім. Purkersdorf) — громада в Австрії з 9944 жителями (станом на 1 січня 2023) розташована у регіоні Вінервальд в районі Санкт-Пельтен-Ланд безпосередньо на межі міста Відень на 248 м над рівнем моря.

## Географія
Пуркерсдорф розташований у місці злиття Габліцбаху та Відня. Територія поселення простягається вздовж двох водойм до межі міста, де вона зливається з сусідніми громадами Відень, Тулнербах і Габліц.

## Конгрегаційна структура
Пуркерсдорф складається з одного села. Райони: Ан-дер-Штадльхютте, Баунцен, Дойчвальд, Гласграбен, Ірененталь, Ной-Пуркерсдорф, Постзідлунг, Рехенфельд, Ріхтер-Міндер-Зідлунг, Загбергзідлунг, Зюсфельд і деякі окремі місця.

## Культура і пам'ятки

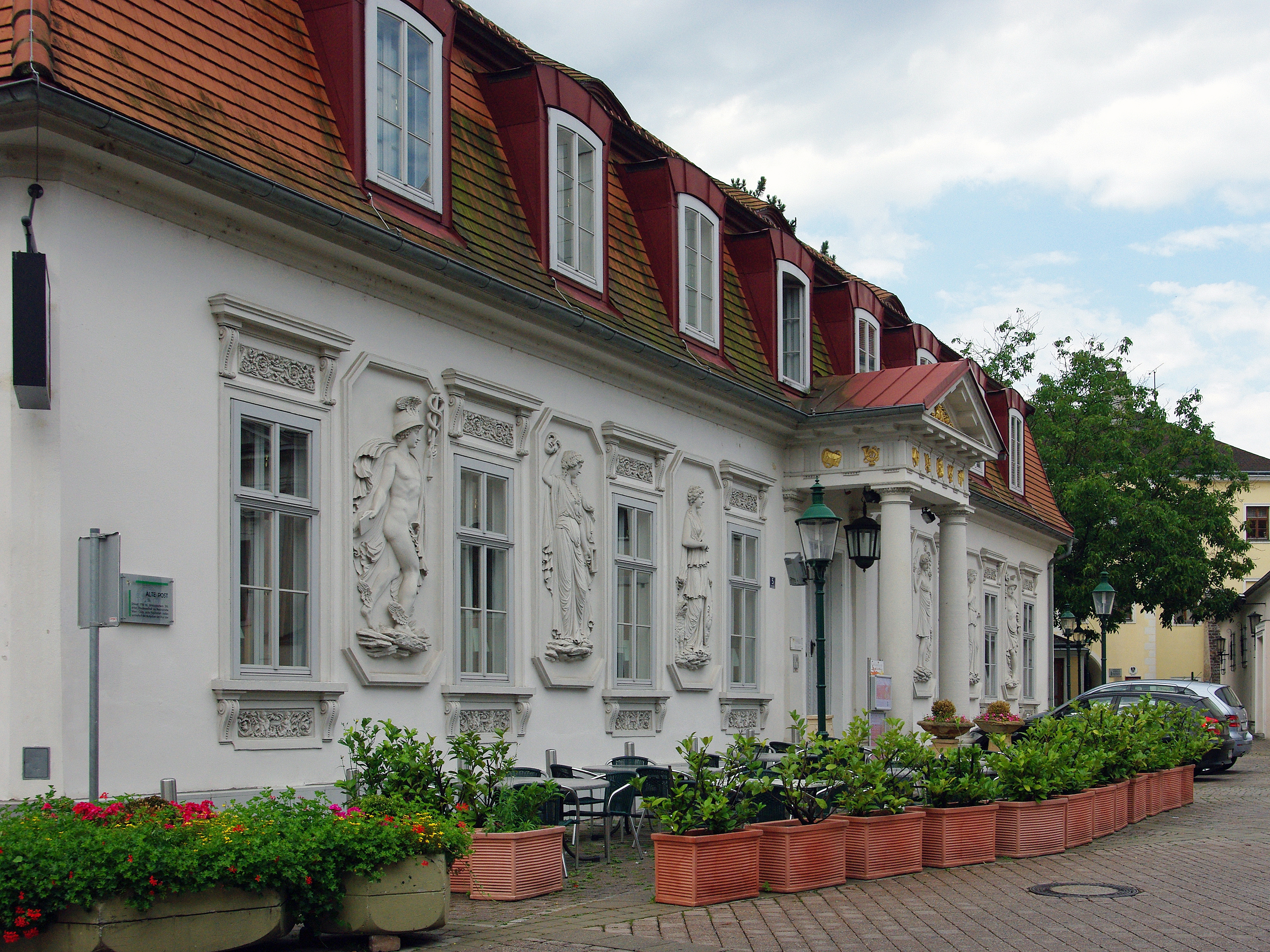
Колишня пошта
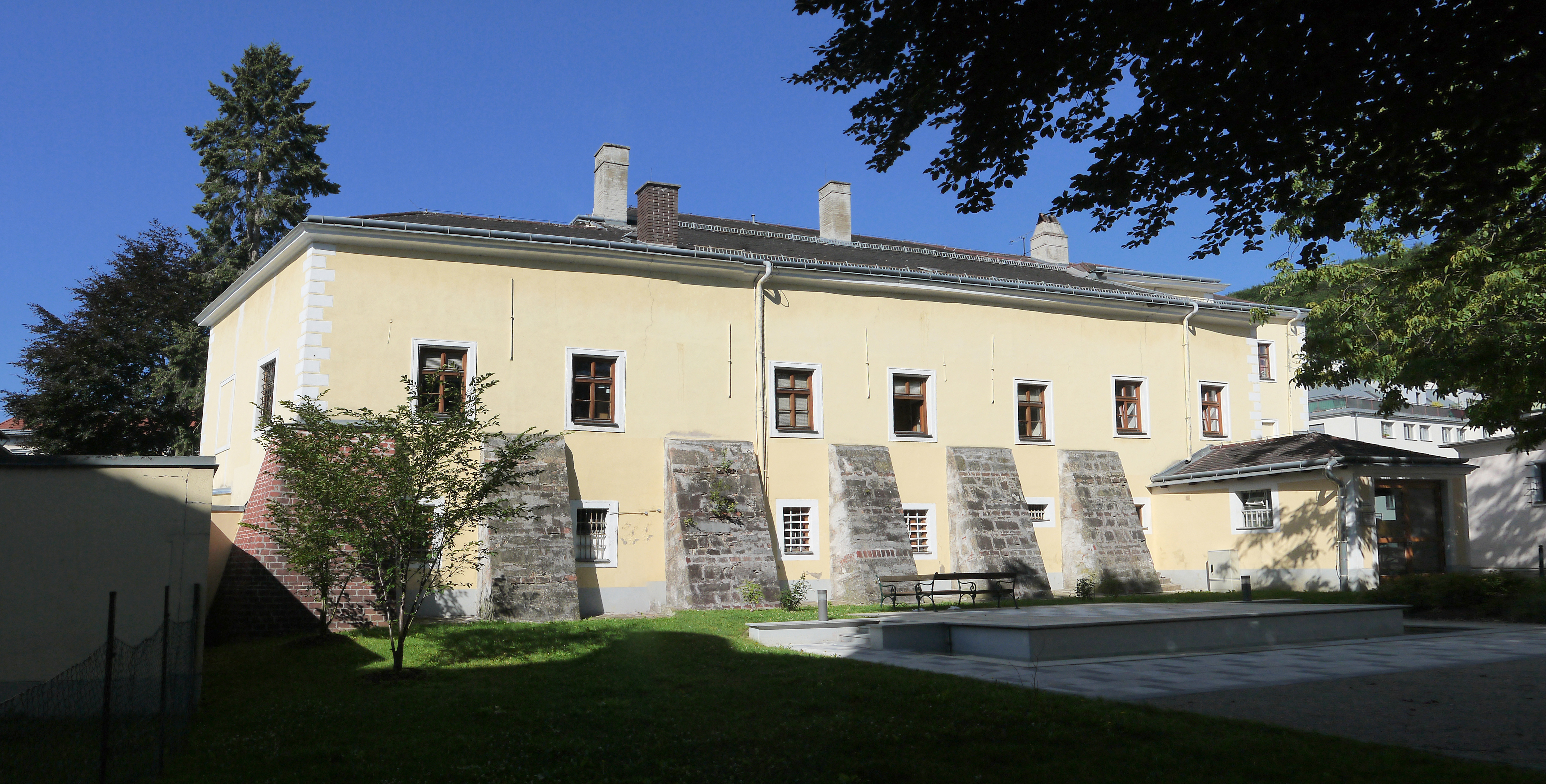
Замок Пуркерсдорф
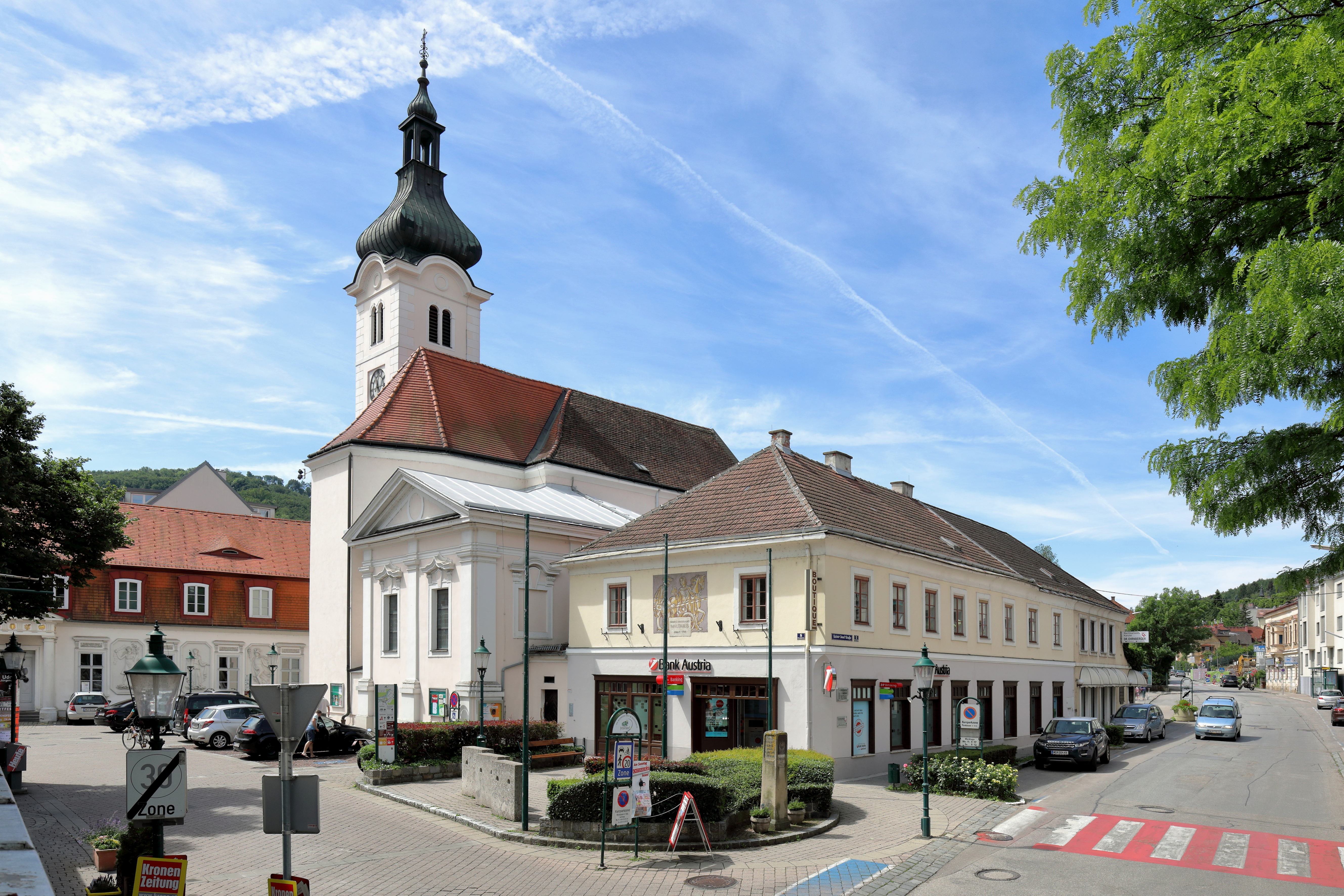
Парафіяльна церква  Пуркерсдорф і колишня імперська митниця